# Sarrigné
Sarrigné ist eine französische Gemeinde mit 891 Einwohnern (Stand: 1. Januar 2022) im Département Maine-et-Loire in der Region Pays de la Loire. Sie gehört zum Arrondissement Angers und zum Kanton Angers-7. Die Einwohner werden Sarrignéen(s) genannt.

## Geografie
Sarrigné liegt am Rande der Landschaft Baugeois etwa 14 Kilometer ostnordöstlich von Angers. Umgeben wird Sarrigné von den Nachbargemeinden Loire-Authion im Norden, Osten, Süden und Westen sowie Verrières-en-Anjou im Nordwesten.

## Bevölkerungsentwicklung
| 1962 | 1968 | 1975 | 1982 | 1990 | 1999 | 2006 | 2012 | 2018 |
| ---- | ---- | ---- | ---- | ---- | ---- | ---- | ---- | ---- |
| 229  | 232  | 213  | 481  | 635  | 743  | 802  | 816  | 818  |

## Sehenswürdigkeiten
- Kirche Notre-Dame aus dem 11. Jahrhundert, 1350 wiedererrichtet
- Pfarrhaus von 1822
- Zahlreiche Bürgerhäuser aus dem 18. Jahrhundert
- Rathaus von 1880